# Georg Sterzinsky
Georg Maximilian Sterzinsky (Worławki, 6 de febrero de 1936-Berlín, 30 de junio de 2011) fue un cardenal alemán de la Iglesia católica y arzobispo de Berlín.

## Biografía
Sterzinsky nació en Worławki, un distrito de Prusia Oriental. Perdió a su madre cuando era niño y su familia se refugió en Turingia. Esto se debió a la expulsión de los alemanes en la Segunda Guerra Mundial y ahora su tierra natal, Warmia, hace parte de Polonia.

### Sacerdote
Sterzinsky fue ordenado sacerdote en 1960. Durante 15 años, de 1966 a 1981, fue sacerdote de la parroquia de San Juan Bautista en la ciudad universitaria de Jena, la más numerosa comunidad parroquial en el territorio de la antigua República Democrática Alemana. Después de servir como párroco durante quince años, se convirtió en vicario general del obispo de la ciudad de Érfurt en 1981.

## Episcopado

### Obispo de Berlín
El 24 de junio de 1989, el Papa Juan Pablo II lo nombró Obispo de la Diócesis de Berlín.

### Arzobispo de Berlín
El 27 de junio de 1994, el Papa Juan Pablo II erigió la Arquidiócesis de Berlín y Mons. Sterzinsky se convirtió en su primer arzobispo metropolitano.
Siendo obispo, vivió algunos acontecimientos de finales de 1989, como la destrucción del telón de acero y el derrumbe del muro de Berlín.

## Cardenalato
Sterzinsky fue proclamado cardenal presbítero de San José en el Aurelio, el 28 de junio de 1891, por Juan Pablo II. Fue uno de los cardenales que participó en el Cónclave de 2005 donde el cardenal Joseph Ratzinger fue elegido, tomando el nombre Benedicto XVI.

### Arzobispo emérito de Berlín
El papa Benedicto XVI aceptó la jubilación del cardenal Sterzinsky como Arzobispo Metropolitano de la Arquidiócesis de Berlín el 24 de febrero de 2011, por razones de edad (había alcanzado el límite de edad de 75, en la que todos los obispos deben escribir una carta al papa, que ofrece a dimitir si el papa lo acepta).

## Fallecimiento
Tras el retiro de Sterzinsky como Arzobispo, la sede quedó vacante. El 2 de julio de 2011, dos días después de la muerte del Cardenal, Benedicto XVI nombró a Rainer Maria Woelki como el nuevo arzobispo metropolitano de Berlín. Fue enterrado en la Catedral de Santa Eduvigis (Berlín).

## Críticas
En noviembre de 2004, Sterzinsky criticó el matrimonio gay. Argumentó en un sermón que podría ser necesario para los católicos para protestar y resistir las leyes del matrimonio gay, titulado como: morir dem Gesetz Gottes widersprechen (significa "que están en contradicción con las leyes de Dios").